# ATIS
ATIS (Automatic Terminal Information Service) – nadawany nieustannie w języku angielskim komunikat, w postaci nagrania, zawierający najważniejsze dane operacyjne i warunki meteorologiczne na lotnisku. Piloci zwykle wysłuchują komunikatu ATIS przed skontaktowaniem się z kontrolą lotniska. Komunikaty są aktualizowane, gdy nastąpi znacząca zmiana w zawartych informacjach. Kolejne aktualizacje komunikatów oznaczone są kolejnymi literami alfabetu. Informacje zawarte w komunikacie ATIS pochodzą zwykle z dwóch źródeł: stacji meteorologicznej oraz kontroli lotniska (TWR). Komunikaty ATIS są niezwykle przydatne na dużych lotniskach, gdzie zmniejszają obciążenie kontrolerów i zwalniają pasma radiowe przeznaczone do komunikacji.

## Schemat komunikatu ATIS
1. Zapowiedź:
This is Warsaw information DELTA.
Observation at one three three zero.
Kolejna litera alfabetu (tutaj D) identyfikuje aktualny komunikat. Według tego kontroler upewnia się, że pilot dysponuje aktualnymi danymi. Komunikat Delta opisuje stan z godziny 13:30.
2. Informacja operacyjna o podejściu i kierunkach lądowania i startu.
Expect radar vectoring to runway three three.
Arrival runway three three, departure runway two niner.
VOR/DME OKE unserviceable.
Standardowo dostępne podejście na ILS kierunek 33 (chyba że pilot poprosi o inne). Jeżeli system podejścia jest wyposażony w odległościomierz DME podaje się ILS/DME. Do lądowania czynny jest kierunek 329°, do startów kierunek 291°. W razie potrzeby podaje się także informacje o działaniu urządzeń lotniskowych albo zamknięciu dróg startowych.
3. Stan drogi startowej.
Runway condition...
4. Poziom przejściowy.
Transition level eight zero.
Poziom przejścia ze standardu STD.(FL) na QNH.
5. Wiatr przyziemny (QAN).
Wind 310 degrees, 5 knots.
6. Widzialność pionowa (QBA, vertical visibility).
Visibility one kilometer.
7. Widoczność wzdłuż drogi startowej (RVR – Runway Visual Range).
Runway visibility 2550 m.
8. Zachmurzenie (QBB) i względna wysokość podstawy chmur.
Clouds few on 1600 feet, broken on 3000 feet.
Zachmurzenie zasadniczo podaje się w ósmych częściach (octas; Amerykanie podają w dziesiątych – tenths). W komunikatach mówionych przekłada się według klucza:
- sky clear (SKC);
- few (FEW: 1/8 – 2/8);
- scattered (SCT: 3/8 – 4/8);
- broken (BKN: 5/8 – 7/8);
- overcast (OVC: 8/8).

9. Temperatura i wilgotność (QMU).
Temperature 15, dew point 3.
10. Ciśnienie atmosferyczne.
QNH 1015 hectopascals.
11. Zjawiska meteorologiczne (meteorological phaenomena).
12. Prognoza na lądowanie.
13. Zakończenie komunikatu.
You have received information DELTA.

## ATIS w Polsce
Komunikaty ATIS dla lotnisk kontrolowanych w Polsce są dostępne na częstotliwościach pasma lotniczego z emisją AM oraz pod dedykowanymi numerami telefonu.

### ATIS Warszawa
Warszawa-Okęcie, przyloty 120.45 MHz, odloty 123.430 MHz, +48 22 574 59 57, +48 81 452 59 57

### ATIS Modlin
Warszawa-Modlin, 136.555 MHz, +48 22 574 55 57, +48 81 452 55 57

### ATIS Kraków
Kraków-Balice, 126.130 MHz, 112.800 MHz, +48 12 639 75 57, +48 22 574 75 57, +48 81 452 75 57

### ATIS Poznań
Poznań-Ławica,  124.705 MHz, +48 61 896 73 57, +48 81 452 73 57

### ATIS Gdańsk
Gdańsk-Rębiechowo, 129.630 MHz, +48 58 340 74 57, +48 22 574 74 57, +48 81 452 74 57

### ATIS Katowice
Katowice-Pyrzowice, 120.230 MHz, +48 32 392 78 57, +48 22 574 78 57, +48 81 452 78 57

### ATIS Łódź
Łódź-Lublinek, 135.680 MHz, +48 22 574 72 57, +48 42 685 72 57, +48 81 452 72 57

### ATIS Rzeszów
Rzeszów-Jasionka, 124.955 MHz, +48 22 574 76 57, +48 17 227 76 57, +48 81 452 76 57

### ATIS Szczecin
Szczecin-Goleniów, 132.130 MHz, +48 91 496 79 57, +48 22 574 79 57, +48 81 452 79 57

### ATIS Wrocław
Wrocław-Strachowice, 124.330 MHz, +48 71 323 48 57, +48 81 452 48 57

### ATIS Bydgoszcz
Bydgoszcz-Szwederowo, 129.330 MHz, +48 52 324 71 37, +48 22 574 71 37